# Vasile Zavoda
Vasile Zavoda (n. 26 iulie 1929, Rodna, Bistrița-Năsăud, România – d. 14 iulie 2014, Bistrița, România) a fost un fotbalist român. A evoluat la CCA, alături de Francisc "Feri" Zavoda, fratele său. Impresiona prin tenacitate, era robust, adept al fotbalului în forță, atletic, bărbătesc, dar niciodată dur sau periculos.
Zavoda II a fost legitimat la vârsta de 11 ani la formația Minerul Baia Mare. El a fost selecționat în 1942 în tabăra de juniori de la Budapesta, alături de alți tineri care aveau să devină mari fotbaliști în formația de aur a Ungariei: Gyula Grocsics, Ferenc Puskás, Sandor Kocsis sau Joszef Zakharias. La 16 ani Zavoda a debutat în echipa de seniori a formației băimărene, iar în toamna anului 1950 s-a transferat la CCA București.
Zavoda, care evolua pe postul de fundaș, a acumulat 248 de prezențe în prima ligă română, marcând două goluri.  La formația roș-albastră avea să evolueze nu mai puțin de 14 ani, până în anul 1964. A cucerit nu mai puțin de 11 trofee cu formația militară, respectiv șase campionate ale României (edițiile 1951, 1952, 1953, 1956, 1959-1960, 1960-1961) și cinci ediții ale Cupei României (1950, 1951, 1952, 1955, 1961-1962). După ce a evoluat inclusiv la Jocurile Olimpice de la Helsinki din anul 1952, Vasile Zavoda a părăsit Steaua în 1964 și a mai evoluat un an la divizionara secundă ASA Târgu Mureș înainte de a se retrage din activitatea de jucător. Ca antrenor, Zavoda a antrenat la nivel de juniori la clubul Steaua și la echipa națională, fiind chiar și secund al acestor echipe în mai multe dăți. A fost selecționat de 20 de ori în echipa națională a României, pentru prima dată în 1951, împotriva Cehoslovaciei, și pentru ultima dată în 1962, împotriva Germaniei de Est. În 1964, pe când avea 35 ani, Zavoda a jucat în ultimul său sezon ca profesionist, pentru ASA Târgu Mureș. Ca antrenor, Zavoda a antrenat la nivel de juniori la clubul Steaua și la echipa națională, fiind chiar și secund al acestor echipe în mai multe dăți. A fost locotenent colonel în Ministerul Apărării Naționale.

## Distincții
- Ordinul Muncii clasa a III-a (3 septembrie 1962) „pentru contribuția adusă la dezvoltarea mișcării de cultură fizică și sport în Forțele Armate ale Republicii Populare Romîne, cît și pe plan național”[2]